# Ancien hôtel de ville de Saint-Antonin-Noble-Val
L'ancien hôtel de Ville est un monument civil, classé au titre des monuments historiques, datant du XIe siècle et situé à Saint-Antonin-Noble-Val, dans le département de Tarn-et-Garonne, en France.

## Localisation
Le bâtiment est surtout connu pour son beffroi situé principalement place de la Halle à Saint-Antonin-Noble-Val. 

## Historique

### 1150 — 1155
Construction de la maison qui est alors la maison du vicomte. Sur la façade est sculpté l'empereur Justinien portant les Institutes, recueil de droit romain.

### 1313
Les consuls de la ville achètent la maison pour en faire la maison commune.

### 1843
La maison cesse d'être l'hôtel de ville.

### 1846 — 1851
Le bâtiment est classé au titre des monuments historiques par la liste de 1846.
La maison, qui passe pour le plus ancien édifice civil de ce type conservé en France, est restaurée par l'architecte Viollet-le-Duc. Il lui a ajouté un beffroi sur le modèle d'un bâtiment florentin.